# Salassa katschinica
Salassa katschinica är en fjärilsart som beskrevs av Felix Bryk 1844. Salassa katschinica ingår i släktet Salassa och familjen påfågelsspinnare. Inga underarter finns listade.